# Marinella (torrente)
Marinella è un piccolo torrente di soli 7 km di lunghezza, affluente del fiume Bisenzio. Il suo corso si svolge per 4 km nel comune di Calenzano, per 1 km in quello di Prato e per 2 in quello di Campi Bisenzio.

## Percorso
Il Marinella si forma dall'unione di diversi ruscelli nei monti della Calvana sopra la località di Travalle e, una volta attraversata questa, segna il confine comunale tra Prato e Calenzano (e quindi tra la due province di Firenze e Prato) fino alla Via Pratese.
Da questo punto il torrente segna il confine comunale tra Calenzano e Campi Bisenzio per un tratto brevissimo e poi entra interamente nel territorio comunale di quest'ultimo, dove confluisce infine nel fiume Bisenzio in località Capalle.